# I liga polska w piłce siatkowej kobiet (1969/1970)
I liga polska w piłce siatkowej kobiet 1969/1970 – 34. edycja rozgrywek o mistrzostwo polski w piłce siatkowej kobiet.

## Drużyny uczestniczące
| | I liga 1969/1970 |    |      |
| --- | ---------------- | -- | ---- |
| KRA | Wisła Kraków     | 1  | PEMK |
| LEG | Legia Warszawa   | 2  |      |
| ŁÓD | Start Łódź       | 3  |      |
| WAR | AZS AWF Warszawa | 4  |      |
| ŚWI | Polonia Świdnica | 5  |      |
| WRO | Odra Wrocław     | 6  |      |
| GDA | AZS Gdańsk       | 7  |      |
| ŁÓD | ŁKS Łódź         | 10 |      |
| Oznaczenia: - kolumna pierwsza – skróty nazw drużyn wpisane na mapie (jeśli ta została zamieszczona), - kolumna trzecia – miejsce zajęte przez daną drużynę w poprzednim sezonie. |                  |    |      |

## Klasyfikacja końcowa
| Miejsce | Drużyna          |
| ------- | ---------------- |
| 1.      | Wisła Kraków     |
| 2.      | Start Łódź       |
| 3.      | Legia Warszawa   |
| 4.      | AZS AWF Warszawa |
| 5.      | AZS Gdańsk       |
| 6.      | Polonia Świdnica |
| 7.      | Odra Wrocław     |
| 8.      | ŁKS Łódź         |

     spadek do II ligi